# А-2
А-2 — учебный планёр конструкции Олега Антонова.

## Конструкция
В 1936—1937 годах в ОКБ Олега Антонова были созданы двухместные варианты учебного планёра УС-4 — УС-5 и УС-6. УС-6 послужил прототипом планёра А-2, совершившего свой первый полёт в 1942 году.
Планер — подкосный высокоплан с крылом трапециевидной формы в плане и округлёнными концами, с открытой двухместной кабиной и хвостовой балкой, расчалённой стальной проволокой. На планере отсутствовали интерцепторы и закрылки.
Планёр был предназначен для первоначального обучения. Запуск производился с помощью лебёдки или буксировкой за самолётом. Планёр имел 2-местную гондолу, двойное управление, крыло большего размаха, увеличенный руль направления, аэронавигационные приборы. Изготавливался из авиационной сосны и фанеры, имел полотняную обшивку крыла и оперения.
Для посадки использовалась окованная листовой сталью лыжа. В зимнее время её снимали и ставили зимнюю лыжу. Поскольку отсутствие колёсного шасси затрудняло эксплуатацию планёра, с 1954 года на планёр стали устанавливать посадочное колесо.
Конструкция А-2 получилась дешёвой, простой, технологичной, живучей и не предъявляла особых требований к эксплуатации.
За время длительной эксплуатации А-2 подвергался многим усовершенствованиям, в результате которых вес пустого планёра поднялся со 136 до 160 кг.
Недостатки планёра связаны с методикой обучения планеристов, принятой в годы Великой Отечественной войны. Тогда для будущих пилотов пытались создать обстановку, близкую к полётам на боевых машинах. Инструктор, сидевший на заднем месте, имел плохой обзор передней полусферы. На планёре отсутствовали места для парашютов, управление элеронами было тугим.
Тем не менее, при всех своих недостатках, планёр неплохо летал. 2 сентября 1954 года А. Н. Щербак пролетел 285 км, установив тем самым два всесоюзных рекорда: дальности и продолжительности парения (6 часов 50 минут) в термических потоках по классу лёгких планёров, и выполнил норматив мастера спорта.

## Лётно-технические характеристики
- Размах крыла — 13,05 м;
- Длина — 6,23 м;
- Высота — 2,00 м;
- Относительное удлинение — 10,55;
- Площадь крыла — 16,13 м²;
- Масса:
  - пустого — 160 кг;
  - полётная — 320 кг;
- Максимальная скорость — 130 км/ч;
- Максимальное аэродинамическое качество — 13,5;
- Скорость МАК — 70 км/ч;
- Минимальное снижение — 1,20 м/с;
- Скорость минимального снижения — 55 м/с;
- Посадочная скорость — 50 км/ч;
- Экипаж — 2 человека.